# Lieucourt
Lieucourt település Franciaországban, Haute-Saône megyében. Lakosainak száma 73 fő (2022. január 1.). Lieucourt Noiron, Arsans, Le Tremblois, Vadans és Valay községekkel határos.

## Népesség
A település népességének változása:
| Lakosok száma | 78   | 80   | 77   | 76   | 77   | 76   | 75   | 73   |
|               | 2013 | 2015 | 2017 | 2018 | 2019 | 2020 | 2021 | 2022 |